# Plessey
Plessey Company plc war von 1917 bis 1989 ein britisches Unternehmen zur Herstellung elektronischer Erzeugnisse.
Im Jahr 2010 wurde es unter neuer Firma als Plessey Semiconductors Limited, kurz Plessey Semiconductors Ltd, wiedergegründet. Es hat sich auf die Herstellung von tragbaren Displays (Flachbildschirme) für Augmented Reality (erweiterte Realität) auf der Basis von innovativen MicroLEDs spezialisiert.

## Geschichte

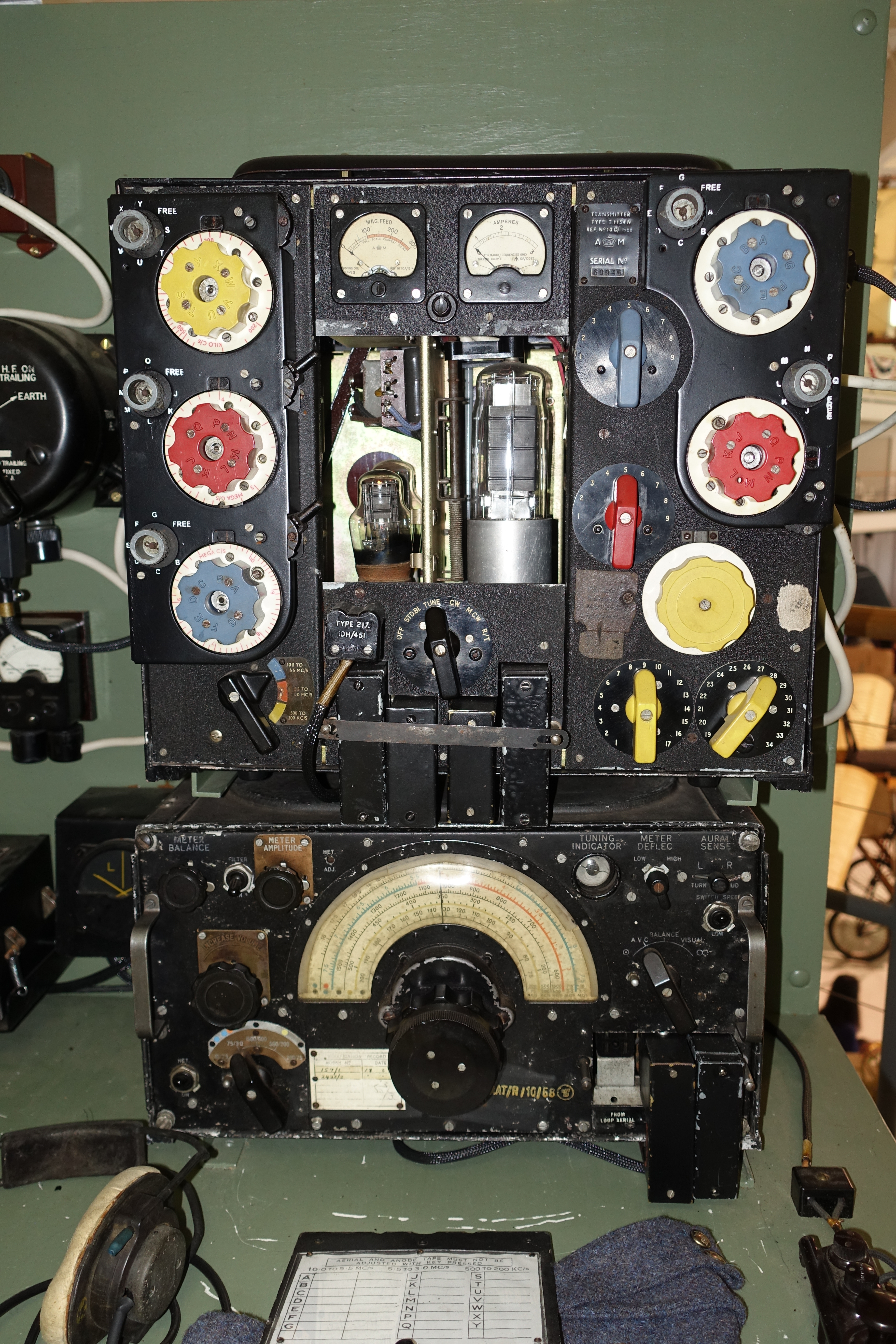
Bordsender T1154 (oben) und darunter der Empfänger R1155

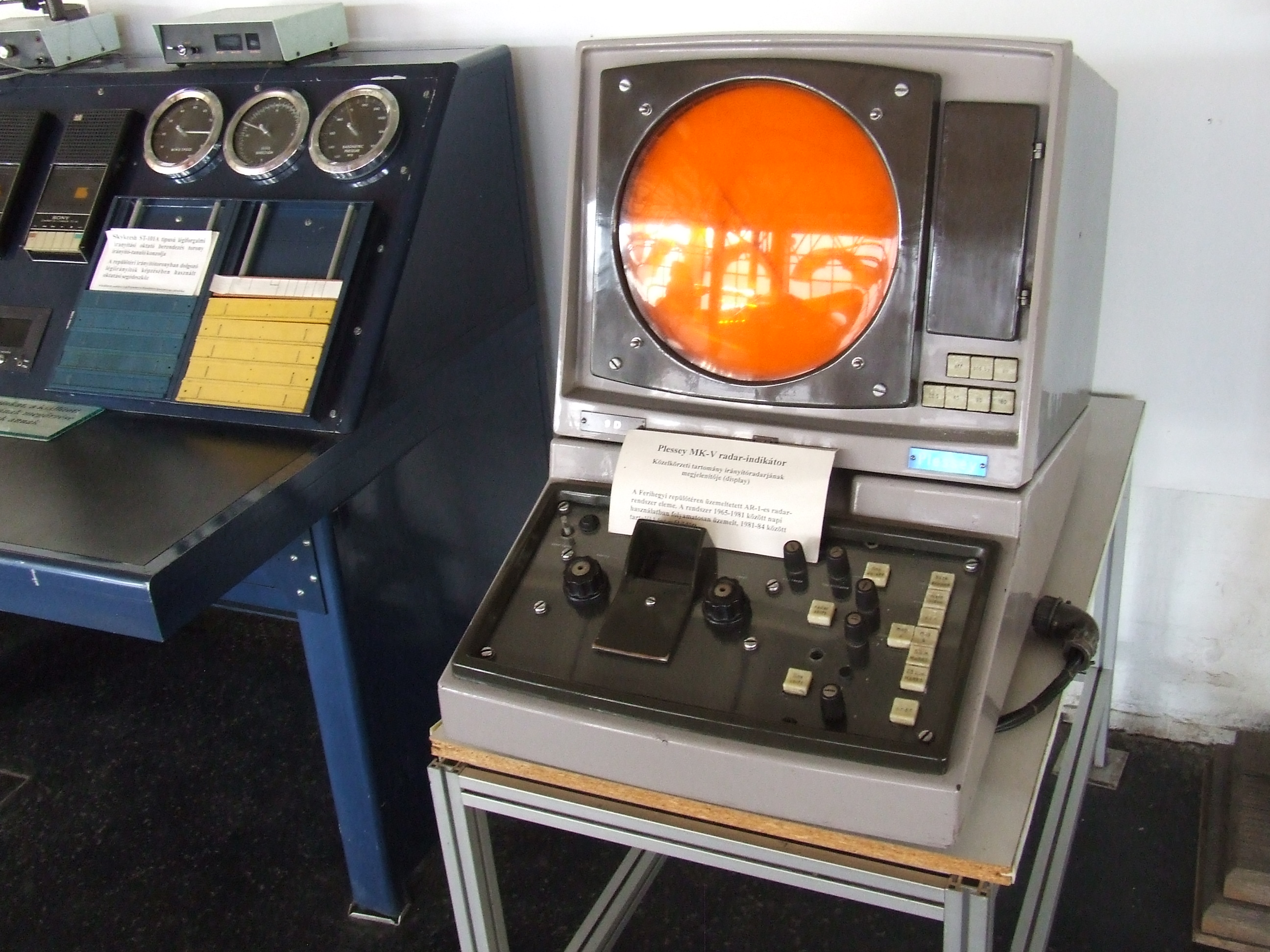
Radarsichtgerät von Plessey

Die Ursprünge von Plessey sind verknüpft mit dem im Deutschland geborenen Wilhelm Oskar Heyne (1888–1980), der seit seinem vierten Lebensjahr in England lebte. Dort absolvierte er eine Ausbildung zum Ingenieur. Im Jahr 1914, nach Ausbruch des Ersten Weltkriegs, wurde er aufgrund seiner Abstammung interniert und in ein Lager auf die Isle of Man gebracht. Zwei Jahre später, im Jahr 1916, wurde er unter der Bedingung entlassen, dass „er Arbeit von nationaler Bedeutung fand“. Er trat einer Londoner Firma bei, die Holzbearbeitungsmaschinen herstellte und Strukturteile für Flugzeuge fertigte. Kurze Zeit später wechselte er zur Coutsam Piano Action Company, die Pianoforte herstellte.
Zwar erwies sich W. O. Heyne auch dort als exzellenter Geschäftsmann und brillanter Ingenieur, allerdings war die Nachfrage nach dem hier gefertigten Produkt begrenzt. Deshalb entschloss sich der Eigentümer, Thomas E. Hurst-Hodgson, das Unternehmen zu verkaufen. Um jedoch die technischen Fähigkeiten seines Mitarbeiters William Oscar Heyne, wie er schon lange in anglisierter Form seines Vornamens hieß, weiter nutzen zu können und ihm mehr Entfaltungsspielraum zu bieten, gründete Hurst-Hodgson am 11. Dezember 1917 eine neue Firma und nannte sie Plessey, genauer The Plessey Company Limited. Der Name Plessey wurde nach dessen Frau ausgesucht, die aus der gleichnamigen Ortschaft Plessey in Northumberland stammte. Außerdem passte perfekt, dass einer der Aktionäre der neuen Firma genau diesen Nachnamen trug.
Nach kurzer Zeit, im Jahr 1919, verließ Hurst-Hodgson das Geschäft und Heyne sowie sein Kollege Davieson wurden die Direktoren des Unternehmens. In der Folge begann ein stetiger erfolgreicher Aufstieg des Unternehmens, das sich stets auf jeweils aktuelle Entwicklungen und Produkte fokussierte. Dazu gehörte in den 1920er-Jahren zweifellos die Hörfunktechnik und in den 1930er-Jahren die neu aufkommende Fernsehtechnik.
Ein bedeutender Einschnitt kam mit dem Zweiten Weltkrieg (1939–1945). Hier wurde die Produktion schnell auf kriegswichtige Güter umgestellt, wie Funkgeräte, beispielsweise den Bordsender T1154 und den dazugehörigen Bordempfänger R1155, und Spezialgeräte für die Avionik, insbesondere Navigations- und Radargeräte. Die Produktionsstätten wurden als Schutz gegen deutsche Luftangriffe (The Blitz) in Tunnel der Londoner U-Bahn verlagert, genannt factory in a tube („Fabrik in der Röhre“). Die Mitarbeiterzahl von Plessey wuchs in dieser Zeit von 5000 (1939) auf 11.000 (1945).
Nach dem Krieg wurde die Notwendigkeit zu einer weiteren Diversifikation erkannt und die Produktpalette entsprechend erweitert. Zu den Radio- und Fernsehgeräten kamen zahlreiche Güter für den Avionik- und Telekommunikationsmarkt, wie beispielsweise Flugdatenschreiber, die sogenannten Black Boxes. Im Jahr 1977 hatte die inzwischen weltweit mit rund 250 Vertretungen aufgestellte Firma allein im Vereinigten Königreich 48.182 Angestellte.
Nach der Auflösung von Plessey Company plc im Jahr 1989 fand der traditionsreiche Name mit nahezu unverändertem Logo im Januar 2010 Wiederauferstehung in Form der neugegründeten Plessey Semiconductors Limited.